# 奥西安·舍尔德
奥西安·舍尔德（瑞典語：Ossian Skiöld，1889年6月22日—1961年8月22日），瑞典男子田径运动员。他曾代表瑞典参加1924年、1928年和1932年夏季奥林匹克运动会田径比赛，获得一枚银牌。